# Pictures at Eleven
Pictures at Eleven — дебютный сольный студийный альбом вокалиста группы Led Zeppelin Роберта Планта, выпущенный в 1982 году. Барабанщик Genesis Фил Коллинз играл в восьми из десяти песен альбома. Бывший барабанщик Rainbow Кози Пауэлл играл в «Slow Dancer» и «Like I’ve Never Been Gone».

## Об альбоме
Pictures at Eleven — единственный альбом Планта, выпущенный на лейбле Led Zeppelin Swan Song. Ко времени выпуска следующего альбома Планта, The Principle of Moments 1983 года, Swan Song прекратила деятельность, и Плант открыл свой собственный лейбл, названный Es Paranza, записи, изданные на этом лейбле, также распространялись Atlantic Records.
Rhino Entertainment выпустил ремастированное издание альбома с бонус-треками 20 марта 2007 года.

## Список композиций
Все песни написаны Робертом Плантом и Робби Блантом, кроме отмеченных

### Сторона один
1. «Burning Down One Side» (Плант, Блант, Вудрофф) — 3:55
2. «Moonlight in Samosa» — 3:58
3. «Pledge Pin» — 4:01
4. «Slow Dancer» — 7:43

### Сторона два
1. «Worse Than Detroit» — 5:55
2. «Fat Lip» (Плант, Блант, Вудрофф) — 5:05
3. «Like I’ve Never Been Gone» — 5:56
4. «Mystery Title» — 5:16

Бонусные треки издания 2007 года
- «Far Post» (Плант, Блант, Вудрофф) — 4:42
- «Like I’ve Never Been Gone» (записана вживую) — 7:31

## Участники записи
- Роберт Плант — вокал
- Робби Блант — гитары
- Джезз Вудрофф — клавишные и синтезаторы
- Фил Коллинз — ударные в 1-3, 5-6, 8-10 треках
- Кози Пауэлл — ударные в 4 и 7 треках
- Пол Мартинес — бас
- Рафаэль Равенскрофт — саксофон в 3 треке

## Чарты
Альбом
| Год  | Чарт             | Позиция |
| ---- | ---------------- | ------- |
| 1982 | UK Albums Chart  | 2       |
| 1982 | US Billboard 200 | 5       |

Синглы и альбомные треки
| Год  | Сингл                   | Чарт                    | Позиция |
| ---- | ----------------------- | ----------------------- | ------- |
| 1982 | «Burning Down One Side» | UK Singles Chart        | 73      |
| 1982 | «Burning Down One Side» | US Billboard Hot 100    | 64      |
| 1982 | «Pledge Pin»            | US Billboard Hot 100    | 74      |
| 1982 | «Burning Down One Side» | US Billboard Top Tracks | 3       |
| 1982 | «Worse Than Detroit»    | US Billboard Top Tracks | 10      |
| 1982 | «Pledge Pin»            | US Billboard Top Tracks | 11      |
| 1982 | «Slow Dancer»           | US Billboard Top Tracks | 19      |